# Opius lissopleurum
Opius lissopleurum är en stekelart som beskrevs av Fischer 1966. Opius lissopleurum ingår i släktet Opius och familjen bracksteklar. Inga underarter finns listade i Catalogue of Life.